# Wálter Guevara Arze
Pour les articles homonymes, voir Guevara.
Wálter Guevara Arze, né le 11 mars 1912 à Cochabamba (Bolivie) et mort le 20 juin 1996 à La Paz (Bolivie), est un homme d'État, avocat, ministre, écrivain et diplomate bolivien qui est président de son pays en 1979.

## Biographie
En 1956, il est nommé ambassadeur de Bolivie en France.
Les résultats des élections de 1978 étant annulés par la Cour électorale en raison d'importantes fraudes, un nouveau scrutin est organisé en 1979 par un régime militaire par intérim. Le Mouvement nationaliste révolutionnaire (centre-gauche) et ses alliés allant de la gauche au centre-droit (communistes, chrétiens-démocrates, conservateurs libéraux...) obtiennent la majorité relative des sièges à la Chambre des députés, et la majorité absolue au Sénat. 
Hernán Siles Zuazo (Union populaire et démocratique) arrive en tête de l'élection présidentielle avec 36,0 % des voix, avec à peine 1 500 suffrages de plus que Víctor Paz Estenssoro (Mouvement nationaliste révolutionnaire ; 35,9 %), et devant six autres candidats. Aucun candidat n'ayant atteint la majorité absolue des suffrages, le Congrès doit choisir le président de la République, mais ne parvient pas à s'accorder sur l'un des candidats. Wálter Guevara (Parti révolutionnaire authentique : centre-droit conservateur et libéral, allié au MNR), président du Sénat, doit alors exercer la présidence de la République par intérim, avant la tenue de nouvelles élections. Il est renversé en octobre par un coup d'État militaire et de nouvelles élections ont lieu en juin 1980.
Après un exil durant la présidence de Luis García Meza Tejada en 1980-1981, Guevara Arze revient en Bolivie et se présente aux élections de 1989 pour le MNR en compagnie de Gonzalo Sánchez de Lozada, en tant que candidat vice-présidentiel. Bien qu'ils remportent les élections en termes de suffrage populaire, ceux-ci n'ont obtenu une majorité absolue et ne se sont donc pas vus assurer le vote subséquent du Congrès national. Retiré de la vie politique, Guevara Arze meurt à La Paz, le 20 juin 1996 à l'âge de 84 ans.